# Syzeuxis nigrinotata
Syzeuxis nigrinotata là một loài bướm đêm trong họ Geometridae.